# Rouillac, Charente
Rouillac je naselje in občina v zahodnem francoskem departmaju Charente regije Poitou-Charentes. Leta 1999 je naselje imelo 1.761 prebivalcev.

## Geografija
Kraj se nahaja v pokrajini Angoumois na desnem bregu reke Charente, 24 km severozahodno od središča departmaja Angoulêma. Na ozemlju občine severovzhodno od kraja izvira 26 km dolga reka Nouère, desni pritok Charente.

## Uprava
Rouillac je sedež istoimenskega kantona, v katerega so poleg njegove vključene še občine Anville, Auge-Saint-Médard, Bignac, Bonneville, Courbillac, Genac, Gourville, Marcillac-Lanville, Mareuil, Mons, Montigné, Plaizac, Saint-Cybardeaux, Sonneville in Vaux-Rouillac s 7.025 prebivalci.
Kanton Rouillac je sestavni del okrožja Cognac.

## Zanimivosti
- cerkev sv. Petra iz 12. stoletja, francoski zgodovinski spomenik od leta 1910,
- neorenesančni grad Château de Lignères iz druge polovice 19. stoletja,
- V bližini, na ozemlju občine Saint-Cybardeaux, se nahajajo ostanki največjega galorimskega gledališča.